# Marginella spiralineata
Marginella spiralineata is een slakkensoort uit de familie van de Marginellidae. De wetenschappelijke naam van de soort is voor het eerst geldig gepubliceerd in 1994 door B.Hayes.